# (10507) 1988 ER1
1988 إي أر 1 (ويعرف أيضًا باسم (10507) 1988 إي أر 1 وفق تسمية الكوكب الصغير) (بالإنجليزية: 1988 ER1)‏ هو كويكب ضمن حزام الكويكبات؛ وترتيبه 10507 من حيث الاكتشاف.
اكتُشف هذا الجُرم الفلكي بواسطة Poul Jensen (astronomer) ‏ في 13 مارس 1988.

## وصلات خارجية
- (10507) 1988 ER1 في قاعدة بيانات مختبر الدفع النفاث لأجرام النظام الشمسي الصغيرة

- الاكتشاف · مخطط المدار ·  العناصر المدارية · المعلمات المادية

- (10507) 1988 ER1 على موقع ويكي سكاي: DSS2, SDSS, GALEX, IRAS, Hydrogen α, X-Ray, Astrophoto, Sky Map, Articles and images